# Kathará
Katharáes un software de código abierto para la emulación de redes basado en contenedores, diseñado para la realización de demostraciones interactivas, pruebas en entornos de red de producción y el desarrollo de nuevos protocolos. Su enfoque se centra en simplificar la creación de escenarios de red complejos, permitiendo a los usuarios configurar y probar infraestructuras en un entorno aislado o de sandbox.

## Funcionalidad
Kathará permite emular dispositivos de red mediante contenedores que se interconectan a través de redes LAN virtuales (de Red de área local a nivel de capa 2). De este modo, se facilita la creación de redes complejas de forma sencilla, la utilización de imágenes preconfiguradas que optimizan la creación de escenarios y la interconexión de varios dispositivos emulados, lo que posibilita la simulación de redes reales sin requerir hardware físico.
Una de las ventajas de Kathará es su capacidad para funcionar en múltiples plataformas y adaptarse a distintos entornos, como Linux, Microsoft Windows o macOS.

### Backend de virtualización
El sistema permite la emulación de escenarios de red utilizando dos entornos de virtualización principales:
- Docker, que ofrece despliegues rápidos y de bajo consumo de recursos en equipos individuales.
- Kubernetes, que posibilita implementaciones multi-servidor y escalables en entornos de producción.

## Desarrollo y Comunidad
Desarrollado en Python, Kathará cuenta con una documentación extensa y una comunidad activa. Su carácter de software de código abierto ha facilitado su adopción en diversas universidades y centros de investigación, consolidándose como una herramienta útil tanto para la enseñanza como para la experimentación en el ámbito de las redes informáticas.
El proyecto se distribuye de forma gratuita y se encuentra disponible para su descarga desde su sitio web oficial. Además, se pueden encontrar recursos adicionales y el código fuente en el repositorio de GitHub asociado al proyecto.